# Аргунов, Валерий Архипович
 Валерий Архипович Аргунов   (30 ноября 1957 года, пос. Тыайа Кобяйского района Якутской АССР — 3 сентября 2011 года) — доктор медицинских наук (1997), профессор (1999). Заслуженный деятель науки Республики Саха (Якутия) (2007). Отличник здравоохранения РФ (2007). Главный внештатный патологоанатом Минздрава Республики Саха (Якутия) (2004).

## Биография
Валерий Архипович Аргунов родился 31 ноября 1957 года в поселке Тыайа Кобяйского района Якутской АССР в семье учителей. В 1980 году окончил медицинский факультет Якутского государственного университета (ныне Северо-Восточный федеральный университет) по специальности «лечебное дело». Повышение квалификации по патологической анатомии прошел в 1984 году в Новокузнецком государственном институте усовершенствования врачей. Его становление, как практического патологанатома и педагога проходило под руководством  наставников, патологоанатомов Якутии и России: таких как В. Б. Фарафонов, А. С. Труфанов, профессор В. П. Алексеев, профессор Г. П. Башарин, профессор  А. М. Вихерт, профессор В. С. Жданов, профессор, академик РАМН Г. Г. Автандилов и др.
В 1989 году под руководством профессора В. П. Алексеева подготовил  и защитил кандидатскую диссертацию на тему «Атеросклероз аорты и коронарных артерий у мужчин г. Якутска в зависимости от длительности проживания на Крайнем Севере».
В 1997 году защитил докторскую диссертацию на тему: «Предвестники и ранние стадии атеросклероза в аорте и коронарных артериях у детей и лиц молодого возраста коренного и некоренного населения Якутии и их значение в прогрессировании атеросклероза (эпидемиологическое морфометрическое исследование)». Его научными руководителями были член-корреспондент РАЕН, профессор В. С. Жданов и член Международной Академии Северного Форума профессор В. П. Алексеев.
В разное время работал: врачом-патологоанатомом в Централизованном патологоанатомическом отделении Якутской городской клинической больнице (1980–85); младшим, потом — старшим научным сотрудником лаборатории морфофункциональных исследований человека в НИИ медицинских проблем Севера Северного отделения РАМН, г. Красноярск (1985–1992); старшим научным сотрудником в научно-профилактическом центре «Вилюйский энцефаломиелит» (ныне Институт здоровья Академии наук Республики Саха (Якутия)) (1992–1996);начальник организационно-консультативного отделения патологоанатомического отдела «Республиканской больницы №1 – Национальный центр медицины» (1999); сотрудником кафедры гистологии, анатомии медицинского института Якутского университета им. М. К. Аммосова (1990–2006); зам. директора по научной работе Якутского научного центра Российской Академии медицинских наук и Правительства Республики Саха (Якутия) (2001–2011); профессор кафедры нормальной и патологической анатомии, оперативной хирургии с топографической анатомией и судебной медициной (2006–2011).
Имел звания: профессор (1999); главный внештатный патологоанатом Министерства здравоохранения Республики Саха (Якутия) (2004); отличник здравоохранения РФ (2007). Gринимал  участие в  палеонтологических исследованиях мамонта и шерстистого носорога.
Под руководством В. А. Аргунова подготовлено и защищено 5 кандидатских диссертаций. Область научных интересов ученого: сердечно-сосудистая патология, палеопатология и др.
Состоял членом диссертационных советов: «Якутского научного центра комплексных медицинских проблем» (ЯНЦ КМП) Сибирского отделения РАМН, НПО «Фтизиатрия», Медицинского института Северо-Восточного федерального университета им. М. К. Аммосова, Президиума Российского общества психиатров (2004) и др.
Валерий Архипович Аргунов погиб на отдыхе у реки Лена 3 сентября 2011 года.

## Труды
В. А. Аргунов является автором около 360 научных работ, включая монографии, учебные пособия и др.
- Атеросклероз аорты и коронарных артерий в зависимости от длительности проживания на Крайнем Севере // Сб. науч.трудов вопросы патологии человека в условиях Севера. Якутск, 1987. С. 9-13.
- Диффузное утолщение интимы коронарных артерий у детей в различных климатогеографических регионах // Сб. тез. докл. всесоюз. конф."Актуальные вопросы развития здоровья и профилактики заболеваний в детском возрасте в условиях Сибири, Крайнего Севера и Дальнего Востока". Красноярск, 19 87.Ч. 2. С.40-41.(Соавт. В. П. Алексеев, B. С. Жданов, С. А. Ботулу).
- Динамика атеросклеротического процесса у мужчин г. Якутска, мигрировавших из Европейской части СССР и Сибири // Сборник тез. докладов респ.конф. "Влияние солнечной активности, климата, погоды на здоровье человека и вопросы метеопрофилактики". Казань,1988.-Т. 1. C. 122-123.
- Толщина неизмененной интимы аорты и коронарных артерий у мужчин коренного и некоренного населения г. Якутска в связи с атеросклерозом. Сб. тез. докл. регион. конф. "Научно-медицинские Проблемы АЯМ". Красноярск, 1989. Ч. 1. С. 98-99.